# Gymnosoma
Gymnosoma (лат.) — род тахин подсемейства фазии.

## Описание
Усики доходят или почти доходят уровня нижнего края лица. Первый членик жгутика усиков примерно в два раза длиннее своей ширины. Вибриссы расположены по нижнему краю лица. Хоботок короткий. Лоб самцов покрыт золотистым налётом. У самок орбиты или полностью блестяще-чёрные или только в задней половине. За глазками имеется от двух до шести щетинок. У самцов среднеспинка по переднему краю в светлом налёте. У самок среднеспинка, обычно, полностью блестяще-чёрная. Крылья полностью или только по переднему краю дымчатые. Передние и средние бёдра снизу с двумя рядами зубцов. Брюшко очень выпуклое. На красновато-жёлтом фоне имеется рисунок из округлых или треугольных чёрных пятен. Тергиты сливаются. Стерниты открытые.

## Биология
Личинки являются паразитоидами клопов из семейств настоящих щитников и земляных щитников. Самки откладывают яйца на тело хозяина. Имаго питаются на цветках растений.

## Классификация
В состав рода включают 32 вида:
- Gymnosoma acrosterni Kugler, 1971
- Gymnosoma amplifrons (Brooks, 1946)
- Gymnosoma brachypeltae Dupuis, 1961
- Gymnosoma brevicorne Villeneuve, 1929
- Gymnosoma canadense (Brooks, 1946)
- Gymnosoma carpocoridis Dupuis, 1961
- Gymnosoma clavatum (Rohdendorf, 1947)
- Gymnosoma costata (Panzer, 1800)
- Gymnosoma desertorum (Rohdendorf, 1947)
- Gymnosoma dolycoridis Dupuis, 1960
- Gymnosoma emdeni (Mesnil, 1950)
- Gymnosoma filiola Loew, 1872
- Gymnosoma fuliginosum Robineau-Desvoidy, 1830
- Gymnosoma fuscohalteratum van Emden, 1945
- Gymnosoma hamiense Dupuis, 1966
- Gymnosoma indicum Walker, 1853
- Gymnosoma inornatum Zimin, 1966
- Gymnosoma iranica (Zimin, 1966)
- Gymnosoma majae (Zimin, 1966)
- Gymnosoma maxima Dupuis, 1966
- Gymnosoma neotropicale Cortés & Campos, 1971
- Gymnosoma nitens Meigen, 1824
- Gymnosoma nudifrons Herting, 1966
- Gymnosoma occidentale Curran, 1927
- Gymnosoma par Walker, 1849
- Gymnosoma persica (Mesnil, 1952)
- Gymnosoma philippinense (Townsend, 1928)
- Gymnosoma rotundatum (Linnaeus, 1758)
- Gymnosoma ruficornis (van der Wulp, 1892)
- Gymnosoma rungsi (Mesnil, 1952)
- Gymnosoma siculum Dupuis & Genduso, 1981
- Gymnosoma sylvaticum Zimin, 1966

## Распространение
Представители рода встречаются в Палеарктике, Неарктике, Неотропике, Афротропике и Ориентальной области